# Куриев, Мурат Магометович
Мура́т Магоме́тович Кури́ев (род. 9 апреля 1956 года, Норильск) — российский историк, писатель и журналист.
Соавтор и руководитель программ «Герой дня» и «Свобода слова» на телеканале НТВ в период с 1997 по 2002 год, руководитель программы «Неделя» с Марианной Максимовской на телеканале «РЕН ТВ» с 2003 по 2014 год. Член Академии Российского телевидения с 2010 года. Специалист по новой истории Европы и наполеоновских войн.

## Биография
Родился 9 апреля 1956 года в г. Норильске. Школу окончил в Москве, куда семья переехала в 1963 году.
Учился на историческом факультете МГУ им. Ломоносова. Специализировался по истории Великобритании и Ирландии. В 1978 году, по окончании университета, поступил в аспирантуру Института международного рабочего движения АН СССР. Кандидатскую диссертацию по истории английского рабочего движения защитил в 1982 году.
С 1982 по 1997 гг. преподавал на историческом факультете МГПИ им. Ленина. Доцент кафедры новой и новейшей истории. Читал курсы «Новой истории стран Европы и Америки», историографии, специальные курсы. С 1985 года основная сфера его научных интересов — наполеоновские войны.
Автор и соавтор школьных и ВУЗовских учебников по истории, статей по истории международных отношений, военной истории и участии Англии в наполеоновских войнах.
С 1997 по 2014 год работал на телевидении. В 1997—2002 гг. — в телекомпании НТВ. Шеф-редактор, руководитель программ «Герой дня» и «Свобода слова».
С 2002 по 2003 гг. — директор информационной службы радиостанции «Новости on line».
С 2003 по 2014 год был руководителем программы «Неделя» с Марианной Максимовской телекомпании «РЕН ТВ». В 2008, 2009 и 2010 годах «Неделя» удостаивалась премии «ТЭФИ» как лучшая информационно-аналитическая программа.
В 2016—2017 гг. — главный редактор журнала Historicum.
Является одним из соавторов циклов документальных фильмов, посвященных событиям начала XX века в России: проекта «Десять месяцев, которые потрясли мир» и десятисерийного документального сериала «1918».
Коллекционирует оловянных солдатиков (тема коллекции — эпоха наполеоновских войн). Болеет за футбольный клуб «Спартак».